# Plana (gmina Sjenica)
Plana (cyr. Плана) – wieś w Serbii, w okręgu zlatiborskim, w gminie Sjenica. W 2011 roku liczyła 18 mieszkańców.